# 토머스 보스톤
토마스 보스턴(Thomas Boston, 1676년 3월 17일~1732년 5월 20일)는 스코틀랜드 교회 지도자이며 신학자이고 철학자였다.

## 생애
보스톤은 1676년 3월 17일 스코틀랜드 버위크셔, 둔스(Duns)에서 하급 중산 계급에 속한 한 가정의 일곱 자녀 중 막내 아들로 태어났다. 계약파(covenanters)인 그의 아버지 존 보스톤은 영국 스튜어트 왕가와 국교회의 압력에 항거하여 투옥될 정도로 엄격한 장로교인이었다. 보스톤은 11세 때, 후에 진리의 동역자로 수고한 에벤에셀과 랄프 어스킨 형제의 아버지인 헨리 어스킨의 설교를 듣고 회심했다. 보스톤은 어릴 때부터 겨울의 매서운 추위에도 불구하고 8km를 걸어 예배 참석을 할 정도로 말씀에 대한 사모함과 영적 깊이가 있었음에도 대학 졸업할 때까지 사역자로의 부르심은 깨닫지 못했다.
보스톤은 15세(1691)에 에든버러 대학에 입학해서 건강을 해칠 정도로 학문에 정진한 결과 18세(1694)에 석사 학위를 받았다. 석사 취득 후 소명을 확인 한 보스톤은 조지 캠벨 박사 밑에서 신학 공부를 했고, 21세(1697) 되던 해에 둔스와 천사이드 장로회에서 목사 안수를 받았다. 그는 일평생 두 교회를 섬겼다. 그 첫 번째 교회가 심프린 교구의 교회(1699-1707)이고, 두 번째는 에트릭 교구의 교회(1707-1732)다. 보스톤은 이 두 교회를 33년간 목양하면서 희로애락을 함께 했고, 교회 정치적으로는 진리 파수를 위해 앞장서서 마로 논쟁(Marrow controversy)에 임했으며 그로 인해 고통을 겪기도 했다. 그의 명저(Human Nature in its fourfold state, 『인간 본성의 4중 상태』)은 4개의 범주로 구성되는데, 무죄의 상태(innocence), 본성(nature), 은혜(grace), 그리고 영원(eternity)의 상태가 그것이다. 보스톤은 창조 당시의 완전함, 죄로 인한 타락, 그리스도 안에서의 구속, 천국이나 지옥에서의 영원함이라는 네 가지 상태를 통해 인간의 상태를 세밀하게 추적하고 있다. 이 구성은 아우구스티누스와 종교개혁자들 그리고 웨스트민스터 신앙고백에 나타나 있는 범주들로서, 보스톤은 이 네 범주가 회중들의 이해에 도움을 준다고 여겼다.

## 영향
토마스 보스톤에게 가장 큰 영향을 준 책은 평신도 에드워드 피셔의 저서인 <현대신학의 정수>였다. 이 책에 영향을 받은 자들을 매로우주의자라고 불렀다.

## 같이 보기
- en:Post-Reformation Digital Library